# 大前田町
大前田町（おおまえたまち）は、群馬県前橋市の地名。旧宮城村時代は、住所で勢多郡宮城村大字大前田の大字の次にくる地名。面積は2.91km2(2013年現在)。郵便番号は371-0243。丁目はなく住所ののち○○○○と番号が振られる。

## 地理
前橋市の東部に位置し、赤城山のふもとで鼻毛石町と同様に緑豊かである。
東には馬場町、西には鼻毛石町、南には粕川町込皆戸、北には苗ヶ島町が隣接している。

## 歴史
江戸時代頃からある地名である。はじめは大胡藩領、天和2年に前橋藩領、明和6年幕府領、慶応4年に前橋藩領となる。
1969年に群馬用水が完成すると、それまでの水不足が解消されるとともに、水田の耕地整理が行われた。

### 年表
- 1889年（明治22年）- 町村制が施行され、7ヶ村が合併し、群馬県勢多郡宮城村大字大前田となる。
- 2004年（平成16年）- 平成の大合併で宮城村は、大胡町、粕川村とともに、前橋市に合併し、群馬県前橋市大前田町となる。
- 2017年（平成29年）5月12日 - 当町の全域が区域となっている、前橋・赤城地域がチッタスロー国際連盟に加盟する[6]。

## 世帯数と人口
2017年（平成29年）8月31日現在の世帯数と人口は以下の通りである。
| 町丁     | 世帯数  | 人口    |
| -------- | ------- | ------- |
| 大前田町 | 492世帯 | 1,337人 |

## 小・中学校の学区
市立小・中学校に通う場合、学区は以下の通りとなる。
| 番地 | 小学校             | 中学校             |
| ---- | ------------------ | ------------------ |
| 全域 | 前橋市立宮城小学校 | 前橋市立宮城中学校 |

## 交通

### 鉄道
南隣の粕川町込皆戸に上毛電気鉄道上毛線北原駅があるが、町内には鉄道駅がない。

### バス
赤城タクシーが運行を行っているデマンドバス方式のふるさとバスがある。

### 道路
国道はなく、県道が群馬県道333号上神梅大胡線や群馬県道114号苗ヶ島飯土井線が通過。

## 施設
- 諏訪神社

## 避難所
当町が避難対象区域となった場合、隣接する鼻毛石町にある前橋市立宮城小学校に避難する。